# ブウェンドニツァ
ブウェンドニツァ（Błędnica、[bwɛndˈnit͡sa]）は、人々を迷わせ、飢えて死なせたり、野生動物に食べられるようにするために犠牲者を森の奥深くに一人で残したといわれている女悪魔。この邪悪な存在は、ほとんどの場合、若くて可愛い少女の姿をしていると説明されている。悪魔を追い払う唯一の方法は、いくつかの強力な呪文を使用するか、自宅や狩猟中に供物を捧げることであったと考えられている。 